# アンドレ＝ジョルジュ・オドリクール
アンドレ＝ジョルジュ・オドリクール（André-Georges Haudricourt、1911年1月17日 - 1996年8月20日）はフランスの植物学者、人類学者、言語学者。

## 生涯
アンドレ＝ジョルジュ・オドリクールは、ピカルディーの辺境にある農家で育った。幼少期から技術・植物・言語に興味を持った。1928年にバカロレアを得たのち、父の勧めで国立農学院(Institut national agronomique)に入学した。父はオドリクールが政府の高官になることを期待したが、1931年に卒業した時のオドリクールの成績は最低だった。同級生と異なりオドリクールは現代的な機械や技術を推進することには興味がなく、伝統的技術・社会・言語を理解することに興味を持っていた。オドリクールはパリで地理学・音声学・民族学および遺伝学の講義に出席した。マルセル・モースによって用意された資金により、国立農学院時代にその講義を聞いて大きな興味をもったレニングラードのニコライ・ヴァヴィロフのもとで1年間学んだ。
1940年、オドリクールは新設のフランス国立科学研究センター(CNRS)の植物学部門に職を得たが、そこでの研究が静的な分類学に終始し、新しい遺伝学の発達と結びついた進化論的アプローチを使っていないことに幻滅した。第二次世界大戦中、オドリクールはフランス国立東洋言語文化研究所で言語学の広範な書物を読み、アジアの諸言語を研究した。
オドリクールは1945年にCNRSの植物学部門から言語学部門に移った。1947年にロマンス諸語に関する博士論文（アンドレ・マルティネの指導）を提出したが、審査したアルベール・ドーザとマリオ・ロックの2人はこの論文を受理せず、高等研究実習院での職を得ることはかなわなかった。そのかわり、オドリクールはハノイのフランス極東学院で1948年から1949年まで無償で働いた。極東学院でオドリクールはアジア諸言語の歴史音韻論の問題を解決し、言語変化に関する一般的なモデルを構築した。
1976年にオドリクールはCNRS内部にLACITO研究センターを共同で設立した。LACITOは民族学と言語学の研究を統合し、文献のほとんどない言語を文化的環境の中において調査することを目的としている。

## 主な業績

### 方法論的業績
オドリクールは歴史的音韻論における汎時的音韻論の創始者と考えられている。

### 声調発生論
中国語・ベトナム語およびその他の東アジアの言語の歴史研究により、オドリクールは声調のない言語がどのようにして声調を獲得するかを明らかにした。「ベトナム語の声調の起源」において、オドリクールはベトナム語およびさまざまな東アジア・東南アジアの諸言語の声調の発生について説明し、シナ・チベット祖語やタイ祖語などにおいて非声調言語を祖語として再構するための道を拓いた。声調体系の進化発展に関するより包括的記述は1961年に公刊された。
ベトナム語の系統に関して従来モン・クメール語と同系とする説と、それに反対する説（アンリ・マスペロなど）があり、反対説では声調が後天的に獲得できるものではないと主張していたが、非声調言語が声調を獲得する過程をオドリクールが明らかにしたため、反対説はその根拠を失った。

### 中国語の上古音の再構に関する他の功績
中国語歴史音韻論の分野に関するオドリクールの功績には、体系的な声調発生論以外に韻尾 *-s と両唇軟口蓋音の再構がある。
オドリクールは詩経の押韻のいくつかのパターンを明らかにした。中古音で入声の字は去声と押韻する（例：「乍」（去声）と「昨」（-k で終わる入声）、「敝」（去声）と「瞥」（-t で終わる入声））。カールグレンはこの現象をもとに有声韻尾 *-d *-g を立て、いくつかの場合に *-b も立てた。オドリクールの理論では、去声が *-s で終わっていたと考えるため、-k・-t と押韻する字は音節末に *-ks・*-ts のような子音連結を再構することで説明される。さらに、歴史的形態論の見地からもオドリクールの声調発生論によれば（とくに名詞化接尾辞として） *-s 接尾辞が再構される。これはシナ・チベット語族の保守的な言語（例：チベット語）の接尾辞と同源であると考えられる。
第2の主な発見は、上古音に両唇軟口蓋音があったとする仮説よりなる。
「…学者は『Analytic Dictionary』にみられるいくつかの韻（たとえば -iʷei [MC *-wej] 齊、-ʷâng [*-wang] 唐、-iʷäng [*-jweng] 清、-ʷâk [*-wak] 鐸、-iʷet [*-wet] 屑。）が軟口蓋音声母（/k/、/kʰ/、/g/、/x/、/ŋ/）にのみ現れるという事実を見過しているように思われる」（角括弧内の中古音はバクスター(1992)によって追加したもの）。
この考えは後に上古音の母音体系を改良するために用いられ、最近の上古音の再構で一般的な六母音体系の基礎を築いた。

### 民族植物学
民族植物学の代表的な著作に『L'Homme et les plantes cultivées』(1943)があり、邦訳されている。
- A.-G.オドリクール、L.エダン 著、小林真紀子 訳『文明を支えた植物』八坂書房、1993年。ISBN 9784896946253。